# Theodote
Theodote (grekiska: Θεοδότη), född ca. 780, död efter 797, var en bysantinsk kejsarinna, gift med kejsar Konstantin VI.
Hon tillhörde en förnäm familj och var kusin till Sankt Theodore av Stoudios, son till Theoctista. År 794 var hon hovdam åt kejsarmodern Irene, och året därpå satte kejsaren sin fru och döttrar i kloster och gifte om sig med henne. 
De fick två söner. Skilsmässan och äktenskapet godkändes av pariarken men vigseln sköttes inte av denne, som var sed för kejsarpar, utan av en vanlig präst. Skilsmässan från Konstantins förra fru orsakade skandal och en svår religiös kris med kyrkan, som uppfattade den som en legalisering av otrohet. 
År 797 tappade Konstantin tålamodet och kom i öppen konflikt med kyrkan. Hans mor Irene utnyttjade hans brist på stöd genom att blända honom och avsätta honom i en statskupp. Paret fick sedan leva ett tillbakadraget privatliv i ett eget palats i staden. Det är inte känt när någon av dem dog. Deras palats gjordes senare till ett nunnekloster och blev på 830-talet ett härbärge.    